# Miracinonyx
Miracinonyx is een geslacht van uitgestorven katachtigen uit de Acinonychini die tijdens het Laat-Plioceen en Pleistoceen in Noord-Amerika leefden. Vanwege de leefwijze wordt Miracinonyx wel aangeduid als Amerikaans jachtluipaard, hoewel het nauwer verwant is aan de poema.

## Voorkomen
Fossielen van Miracinonyx zijn gevonden in de Verenigde Staten en Mexico.
Voorheen werd Miracinonyx net als veel kleine katten ingedeeld in het geslacht Felis. In 1979 volgde classificatie in een eigen ondergeslacht bij de jachtluipaarden (Acinonyx). De vondst van een vrijwel compleet skelet leidde in 1990 tot indeling als een zelfstandig geslacht dat nauwer verwant is aan de poema dan aan jachtluipaarden. Er zijn twee soorten beschreven:
- M. inexpectatus: de eerste fossielen van deze soort werden in 1895 beschreven op basis van vondsten in Pennsylvania door Edward Drinker Cope als Crocuta inexpectata en daarmee geduid als een Amerikaanse verwant van de gevlekte hyena.[5] In 1899 deelde Cope de soort in als een Amerikaanse verwant van de sneeuwpanter (geslacht Uncia). In 1908 werd de soort voor het eerst geclassificeerd als een verwant van de poema.[6] Fossielen zijn gevonden in meerdere Amerikaanse staten, van Californië in het westen tot Florida in het oosten. De vondsten dateren uit de North American Land Mammal Ages Laat-Blancan en Irvingtonian.
- M. trumani[7][8]: deze soort werd in 1969 beschreven op basis van een fossiele schedel uit Nevada uit de laatste IJstijd met een ouderdom van 19.750 jaar. M. trumani is ook bekend uit verschillende andere Amerikaanse staten. Het uitsterven van de soort rond 12.000 jaar geleden valt samen met het uitsterven van een groot deel van de Amerikaanse megafauna. M. studeri geldt als synoniem.

## Uiterlijke kenmerken
Miracinonyx had sterk verlengde, slanke poten, een lichtgebouwd lichaam en een kleine kop. M. inexpectatus was iets groter dan M. trumani. Miracinonyx had een schouderhoogte van ongeveer negentig centimeter en een gewicht van circa zeventig kilogram. Van de twee soorten leek M. trumani het meest op jachtluipaarden, terwijl M. inexpectatus wat betreft lichaamsbouw een tussenvorm was tussen de poema en M. trumani.

## Leefwijze
Miracinonyx bezette dezelfde ecologische niche als de jachtluipaarden in de Oude Wereld en het was een gespecialiseerde, snelle jager met de gaffelantilope als voornaamste prooidier. De gaffelantilope is het snelste hoefdier ter wereld, maar geen enkel modern Noord-Amerikaans roofdier behaalt vergelijkbare snelheden. Gedacht wordt dat de snelheid van de gaffelantilope zich ontwikkelde in co-evolutie met Miracinonyx. Vermoedelijk werden ook schapen, sneeuwgeiten en paarden bejaagd voor Miracinonyx.